# Ромеро, Херардо
Херардо Ромеро (исп. Gerardo Romero; 1906 или 30 ноября 1905, Парагвай — неизвестно) — парагвайский футболист, нападающий. Участник чемпионата мира 1930 года.

## Биография
Херардо Ромеро родился в 1906 году (по другим данным, 30 ноября 1905 года).
Играл в футбол на позиции нападающего. В 1929—1930 годах выступал в чемпионате Парагвая за «Либертад» из Асунсьона.
В 1930 году участвовал в первом в истории чемпионате мира в Уругвае, где парагвайцы не смогли выйти из группы. Провёл матч против сборной Бельгии (1:0), мячей не забивал. Этот поединок стал для Ромеро единственным в составе национальной команды.
Дата смерти неизвестна.